# La Unión (région de Murcie)
Pour les articles homonymes, voir La Unión.
La Unión est une commune de la région de Murcie en Espagne. 
Elle se situe au sud-est de la région et de la Péninsule Ibérique. Cela inclut une petite ville nommé La Unión, où 18 019 personnes habitent et qui se trouve au sud de la moitié nord du territoire, un village nommé Roche qui compte 1 522 habitants et un village et qui se trouve à la extremité nord-ouest de la commune et Portmán où 997 habitent et qui se trouve au sud du terroitoire, presque à la côte,.

## Culture flamenco
Le Festival del Cante de las Minas La Unión est un festival de musique en Espagne, basé dans la ville.
Dans l'édifice moderniste du marché, les artistes du cante (chant flamenco), la guitare et la danse se donnent rendez-vous chaque année en août dans ce festival déclaré d'intérêt touristique national afin de concourir à l'obtention du 1er prix : la Lampe du mineur,.

## Patrimoine
- Ancien marché: Cela fut construit en 1907[5] et est un des plus remarquables édifices modernistes de la Région de Murcie[6].
- Casa del Piñón: Cela fut terminé en 1899[7].
- Parc minier et Mine Agrupa Vicenta[8].

### Liens externes

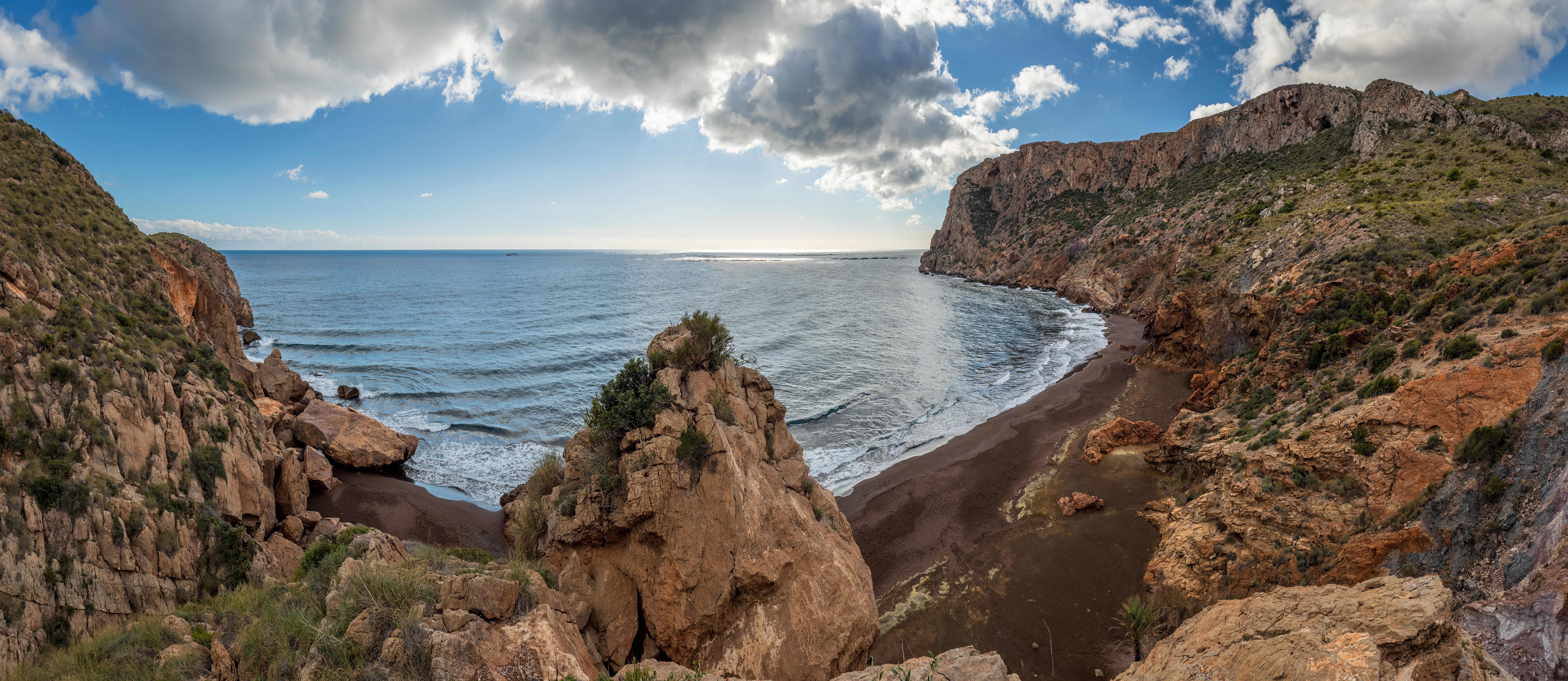
Plage de la Cola del Caballo à La Unión (Murcie).

## Personnalités
- Emilia Benito, chanteuse